# Allemagne au Concours Eurovision de la chanson 1964
L'Allemagne a participé au Concours Eurovision de la chanson 1964 le 21 mars à Copenhague, au Danemark. C'est la 9e participation allemande au Concours Eurovision de la chanson.
Le pays est représenté par la chanteuse Nora Nova et la chanson Man gewöhnt sich so schnell an das Schöne, sélectionnées par Hessischer Rundfunk (HR) au moyen d'une finale nationale.

## Sélection

### Ein Lied für Kopenhagen
Le radiodiffuseur allemand pour le Land de la Hesse, la Hessischer Rundfunk (HR, « Radiodiffusion de la Hesse »), organise la finale nationale Ein Lied für Kopenhagen (« Une chanson pour Copenhague ») afin de sélectionner l'artiste et la chanson représentant l'Allemagne au Concours Eurovision de la chanson 1964.

#### Finale
La finale allemande, présentée par Hilde Nocker, a lieu le 11 janvier 1964 aux studios HR à Francfort-sur-le-Main.
Six chansons et ses artistes respectifs ont participé à cette sélection allemande. Les chansons sont toutes interprétées en allemand, langue nationale de l'Allemagne. Seul le classement des trois premières chansons est connu.
| Ordre | Artiste          | Chanson                                   | Traduction                                    | Points | Place |
| ----- | ---------------- | ----------------------------------------- | --------------------------------------------- | ------ | ----- |
| 1     | Fred Bertelmann  | Das macht dein Lächeln, Mona Lisa         | Cela te fait sourire, Mona Lisa               | 19     | 3     |
| 2     | Peter Kirsten    | Regenbogen, Regenbogen                    | Arc-en-ciel, arc-en-ciel                      | –      | –     |
| 3     | René Kollo       | Wie wom Wind verweht                      | Comme autant en emporte le vent               | –      | –     |
| 4     | Gitta Lind       | Ein Chanson in der Nacht                  | Une chanson dans la nuit                      | 27     | 2     |
| 5     | Nora Nova        | Man gewöhnt sich so schnell an das Schöne | On s'habitue tellement vite aux belles choses | 38     | 1     |
| 6     | Gerhard Wendland | Wohin ist der Sommer?                     | Où est l'été ?                                | –      | –     |

Lors de cette sélection, c'est la chanson Man gewöhnt sich so schnell an das Schöne interprétée par Nora Nova qui fut choisie.

## À l'Eurovision
Chaque jury national attribue un, trois ou cinq points à ses trois chansons préférées.

### Points attribués par l'Allemagne
| 5 points | Luxembourg  |
| 3 points | Italie      |
| 1 point  | Royaume-Uni |

Nora Nova interprète Man gewöhnt sich so schnell an das Schöne en 9e position lors de la soirée du concours, suivant le Royaume-Uni et précédant Monaco. 
Au terme du vote final, l'Allemagne termine 13e et dernière — à égalité avec le Portugal, la Suisse, et la Yougoslavie — sur les 16 pays participants, n'ayant reçu aucun point,.